# Паливоденица
Паливоденица (алб. Paldenicë) је насеље у општини Качаник на Косову и Метохији. Атар насеља се налази на територији катастарске општине Паливоденица површине 404 ha. Село се помиње у турском збирном попису земаља из 1455. године, а у Поменику манастира Св. Тројице у Мушутишту уписани су многи дародавци из Паливоденице. У селу постоји врло старо црквиште.

## Демографија
Насеље има албанску етничку већину.
Број становника на пописима:
- попис становништва 1948. године: 182
- попис становништва 1953. године: 330
- попис становништва 1961. године: 330
- попис становништва 1971. године: 383
- попис становништва 1981. године: 724
- попис становништва 1991. године: 837